# 国鉄ナエ27000形客車
国鉄ナエ27000形客車は、かつて日本国有鉄道（国鉄）に在籍した事業用客車（救援車）である。
1953年（昭和28年）6月1日に施行された車両称号規程改正（改番）で創設された形式で、全長17m、車体幅2,800mmの大型木造車体を持つ2軸ボギー車が、本形式に区分された。旧形式はナヤ26930形、ナヤ26960形およびナヤ26990形で、改番時点で計13両（ナエ27000 - ナエ27012）が本形式となった。その後、最低15両（ナエ27013 - ナエ27027）が追加改造されている。
ナエ27000とナエ27001は旧豊川鉄道のサハ3・サハ4で、買収国電の一種であるが、もとは1922年（大正11年）製の木造客車であった。標準型の台枠を持たないが故、本形式では最も長命を保ち、1965年（昭和40年）まで在籍した。残りは、鉄道省22000系に属する大型客車で、標準型であるため、鋼体化改造の対象となり、1956年（昭和31年）までに姿を消した。

## 新旧番号対照
- ナエ27000 ← ナヤ26960（浜松） ← サハ3 ← 豊川鉄道サハ3 ← ホロハ1（1922年日本車輌製造） - 1965年廃車
- ナエ27001 ← ナヤ26961（沼津） ← サハ4 ← 豊川鉄道サハ4 ← ホロハ2（1922年日本車輌製造） - 1964年廃車
- ナエ27002 ← ナヤ26993 ← ナユニ26202
- ナエ27003 ← ナヤ26994 ← ナハ23957 - 1955年鋼体化 オハ61 997
- ナエ27004 ← ナヤ26995 ← ナハフ24217 - 1955年鋼体化 オハ61 1001
- ナエ27005 ← ナヤ26996 ← ナハ23503 ← ナハ35062 - 1955年鋼体化 オハ61 936
- ナエ27006 ← ナヤ26997 ← ナハ22163 - 1955年鋼体化 オハ61 935
- ナエ27007 ← ナヤ26998 ← ナハ23099 ← ナハ21548 - 1956年鋼体化 オハ61 1017
- ナエ27008 ← ナヤ26932（福知山） ← オハニ25760 ← オハニ27260
- ナエ27009 ← ナヤ26933 ← オハニ25761 ← オハニ27261 - 1955年鋼体化 マニ60 304
- ナエ27010 ← ナヤ26934 ← ナヘロフ21281 ← ナロフ21201 - 1955年鋼体化 オハ61 987
- ナエ27011 ← ナヤ26935 ← オハニ25544  （新小岩） ← オハニ25544 - 1964年?廃車
- ナエ27012 ← ナヤ26936（浜松） ← オハニ26515 ← オハニ27781
- ナエ27013 ← オニ26506 ← オニ27788
- ナエ27014 ← オニ26507 ← オニ27789
- ナエ27015（沼津） ← オニ26508 ← オニ27790
- ナエ27016 ← ナハ22150 ← ナハ24777
- ナエ27017 ← ナハ22440 ← ナハ24853
- ナエ27018
- ナエ27019 ← オユニ26526 ← オユニ27796
- ナエ27020
- ナエ27021 ← オユニ26528 ← オユニ27798
- ナエ27022 ← ナハ22004 ← ナハ34928
- ナエ27023 ← ナハ22007 ← ナハ34938
- ナエ27024（田端）
- ナエ27025
- ナエ27026
- ナエ27027 ← オニ26505 ← オニ27787